# Стержень (механика)
Сте́ржень — тело удлинённой формы, два размера которого (высота и ширина) малы по сравнению с третьим размером (длиной). В таком же значении иногда используют термин «брус», а термином «стержень» называют тела удлинённой формы, которые сопротивляются только усилиям сжатия и растяжения (в противоположность балке, которая работает преимущественно на изгиб).
Стержень условно представляется в виде совокупности параллельных или почти параллельных продольных волокон. Сечение стержня, нормальное волокнам, называется поперечным сечением. Геометрическое место точек, проходящих через центры тяжести поперечных сечений, называется осью стержня.

## Типы стержней
Основное назначение стержней — воспринимать осевые (растягивающие и сжимающие силы), а также изгибающие моменты. Частным случаем стержней являются гибкие нити, которые работают только на растяжение, не оказывая сопротивления сжатию и изгибу.
Стержень, работающий главным образом на изгиб, называется балкой или брусом. Вертикальный стержень, работающий главным образом на осевые силы, называется стойкой или колонной, а наклонный стержень — раскосом. Горизонтальный стержень, работающий на сжатие, называется распоркой, а на растяжение — затяжкой.
По форме оси различают прямые, кривые и ломаные стержни. Прямой стержень может иметь постоянное и переменное сечение, в том числе сечение, которое ступенчато изменяется по длине стержня. Кривой стержень является расчётной схемой арок, кольцевых фундаментов, кольцевых рёбер жёсткости оболочек и других линейных конструкций. Примером ломаного стержня является опорная балка балкона или эркера здания.
По относительным размерам в поперечном сечении различают массивные и тонкостенные стержни. Массивные стержни по форме поперечного сечения подразделяются на прямоугольные, круглые, тавровые, двутавровые, крестообразные и т. п. Тонкостенные стержни подразделяются на стержни с открытым и замкнутым поперечным сечением. Деление стержней на массивные и тонкостенные весьма условно. Главным отличительным признаком тонкостенных стержней является необходимость учёта при их расчёте на кручение депланации поперечного сечения.
Стержни образуют многочисленные несущие системы зданий и сооружений. Из стержней состоят балочные и арочные системы, рамы, фермы, решетчатые башни и вышки, сетчатые оболочки, а также разнообразные каркасные системы зданий, (стоечно-балочные, связевые, рамно-связевые, рамные).

## Классификация стержневых систем
- По виду соединения стержней: с шарнирным соединением (фермы, решетчатые башни, купола, оболочки, структуры и др.); с жёстким соединением (рамы).
- По схеме нагружения: плоские, воспринимающие внешние нагрузки, действующие только в плоскости стержневой системы; пространственные, воспринимающие внешние нагрузки произвольного направления.
- По степени статической определимости: статически определимые, статически неопределимые.
- По назначению: опорные, пролётные, совмещённые.

## Принципы расчёта стержневых систем
Расчёт стержневых систем является основной задачей строительной механики. При расчёте различают статически определимые и статически неопределимые стержневые системы.